# Oggi (tạp chí)
Oggi (tiếng Ý: Ngày nay) là một tuần báo tin tức được xuất bản tại Milano, Ý. Oggi Được thành lập vào năm 1939, qua đó là một trong những tạp chí lâu đời nhất trong quốc gia này.

## Lịch sử hình thành
Oggi được thành lập tại Milano vào tháng 6 năm 1939. Tuần báo này mô phỏng dựa trên tạp chí Life của Mỹ. Các tổng biên tập ban đầu là Mario Pannunzio và Arigo Benedetti. Oggi từng bị đóng cửa vào năm 1942 do áp lực từ phe Phát xít.
Tạp chí được mở cửa trở lại lại vào tháng 7 năm 1945. Từ khi khởi động lại vào năm 1945 đến năm 1956, tạp chí có tổng biên tập là Edilio Rusconi. Pino Belleri và Vittorio Buttafava là một trong những cựu tổng biên tập của tuần báo.
Oggi thuộc sở hữu của tập đoàn truyền thông RCS  và được xuất bản hàng tuần bởi RCS Periodici, một công ty con của tập đoàn. Hiện tại, tổng biên tập của tạp chí là Umberto Brindani.
Vào đầu những năm 1950, Oggi có lập trường chính trị theo chủ nghĩa quân chủ. Tuần báo này là một trong những tạp chí của Ý đăng những bức ảnh của vương phi Diana trong những khoảnh khắc cuối cùng của bà trước khi qua đời vì tai nạn vào tháng 9 năm 1997.

## Tổng số phát hành
Oggi là một trong những tạp chí được đọc nhiều nhất ở Ý với số lượng phát hành 760.000 bản vào cuối những năm 1940. Tạp chí đã bán được 450.000–500.000 bản trong giai đoạn 1952–1953. Vào giữa những năm 1960, số lượng phát hành của tạp chí là 699.000 bản. Đến năm 1968, tuần báo đã bán được 848.000 bản. Số lượng phát hành của Oggi đã tăng lên đến 950.000 bản vào năm 1970.
Tuần báo có số lượng phát hành là 550.740 bản vào năm 1984. Số lượng này đã tăng lên đếm 728.533 bản từ tháng 9 năm 1993 đến tháng 8 năm 1994.
Năm 2001 Oggi có số lượng phát hành là 748.000 bản. Từ tháng 12 năm 2002 đến tháng 11 năm 2003, số lượng phát hành trung bình của tạp chí là 708,940 bản. Tuy nhiên đến năm 2004, số lượng phát hành của tạp chí đã giảm xuống còn 675.000. Số lượng phát hành năm 2007 của tạp chí là 623,679 bản. Năm 2010 tạp chí có số lượng phát hành là 511,539 bản. Số lượng phát hành của tuần báo trong nửa đầu năm 2013 là 66.045 bản.